# CCL2
CCL2 (C-C motif ligand 2) или MCP-1 (Monocyte Chemoattractant Protein 1) — цитокин, относится к группе CC-хемокинов (β-хемокинов). Является наиболее мощным фактором хемотаксиса моноцитов в организме млекопитающих, осуществляет контроль за эгрессом клеток из кроветворных органов, их трафиком к фокусам воспаления.
Аминокислотная последовательность hMCP-1: QPDAINAPVTCCYNFTNRKISVQRLASYRRITSSKCPKEAVIFKTIVAKEICADPKQKWVQDSMDHLDKQTQTPKT (76 остатков).
Получен впервые в 1989 году из линий опухолевых клеток. hMCP-1 имеет атомную массу в негликозилированной форме 8685 Да. Четвертичная структура рекомбинатного протеина может весьма различаться: выделяют P- и I-формы по варианту кристаллизации молекул. Прекурсор MCP-1 включает связку из сигнального протеина из 23 аминокислот и итогового пептида. В процессе гликозилирования масса молекулы может возрасти до 15 кДа, при этом её лиганд-потенциал несколько уменьшается.
Источником синтеза CCL2 может широкий ряд клеток: фибробласты, моноциты и макрофаги, эндотелиоциты, лейомиоциты, кардиорабдомиоциты, кортикальные эпителиоциты почки, клетки Caco-2, кератиноциты, эпителиоциты линии HEP-2, интестинальные эпителиоциты, клетки мезангия, остеобласты, адипоциты печени, хондроциты, меланоциты, лютеальные клетки, мезотелиоциты, клетки стромы костного мозга, астроциты, клетки других опухолевых линий (глиомы, гистиоцитомы, астроцитомы, etc).

## Взаимодействия с рецептором
Аппроприатный рецептор, протеин CCR2, представлен семью спирализованными доменами, сопряжён с гетеротримерным G-протеином, располагающимся трансмембранно (группа GPCR).
Для инициации хемотаксиса, после облигатной активации α-субъединицы G-протеина, необходимо освобождение, связанных в димер β- и γ-субъединиц G-протеина, с последующей прямой активацией фосфоинозитид-специфической фосфолипазы C (PLC). PLC синтезирует инозитол-1,4,5-трифосфат и вызывает агонист-зависимый рост концентрации ионов кальция в клетке (только CCR2B).
Структурно-функциональными исследованиями доказано, что во взаимодействие с рецептором вступает N-конец пептида. В интеракции с рецептором также участвует фрагмент 13-35.
Сигналы, опосредуемые хемокиновыми рецепторами, короткие, быстропреходящие. Останов рецептора выполняется путём фосфорилирования нескольких точек C-конца G-протеина, гомологической и гетерологической десенситизацией и последующей интернализацией. За интернализацией лиганд-рецепторного комплекса следует его прогрессивная деградация под действием лизосомальных энзимов.
Система взаимодействия лигандов с рецепторами весьма избыточна. Идентифицирована промискуитетная активность трёх рецепторов, кроме CCR2, способных реагировать на CCL2: D6 (несигнальный рецептор Decoy 6, CCBP2/CCR9), DARC (рецептор антигена Duffy) и US28 (рецептор белка HCMV).
Результат активации рецептора CCR2 может быть как проинфламаторным (опосредован антиген-презентирующими и T-клетками), так и антиинфламаторным (опосредован регуляторными T-клетками). Наиболее изученным является процесс рекрутинга и транспорта моноцитов из костного мозга в фокусы воспаления под влиянием CCL2-хемотаксиса. Трафик клеток направлен всегда по градиенту нарастания концентрации хемокина.

## Генетика
Ген, кодирующий hCCL2, расположен на хромосоме 17 (17q11.2-q21.1). У человека описан ряд полиморфизмов для генов CCR2 и CCL2, но оценки их влияния на физиологические процессы в норме и патологии противоречивы.

## Клиническое значение
CCL2 широко вовлекается в физиологические (эрупция зубов, ноцицепция, ангиогенез, etc) и патофизиологические процессы в организме, участвуя в звеньях развития псориаза, ревматоидного артрита и атеросклероза, поражениях ЦНС, туморогенезе, инсулинорезистентности, нефропатии, бронхиальной астме, СПИДе, туберкулёзе, ИБС, фиброзе печени, ряде других видов патологии.
Доступны тест-системы для детекции CCL2 (ИФА). Концентрация в сыворотке крови в норме — 228—475 пг/мл.